# پلامن آسپاروخوف
پلامن آسپاروخوف (انگلیسی: Plamen Asparukhov؛ زادهٔ ۸ مهٔ ۱۹۶۰) وزنه‌بردار اهل بلغارستان بود.